# 私房話老實說
《私房話老實說》（英語：Women's Secret Garden），超級電視台談話性節目，于美人、納豆主持，從臺灣時間2014年6月16日至2014年6月27日首播每週一至週五晚上9點，2014年6月30日更改每週一至週四晚上9點首播、星期五重播。

## 節目介紹
《私房話老實說》讓男人更加了解女人，也讓女人更了解自己解密女性私房話，讓專家教導男女互相扶持和尊重，慢慢擴大話題關於家庭、男女之間、婚姻等。
2014年6月16日至2014年9月19日，關於家庭、男女之間、婚姻等的話題「分享」，《私房話老實說》節目開始會進行「男人老實說」主持人詢問來賓(或納豆)三個題目需要老實回答，否則會被打臉。進入小話題會做小小調查。
2014年9月22日，《私房話老實說》改變節目的製作，尋找家庭、男女之間、婚姻等的話題的「矛盾」分成兩團利用「擂台式」對抗兩團之間，有三回合兩團辯論之間主持人會尋找兩團的共同點作為小結論。
2014年11月10日，納豆請假1個月出國拍電影，《私房話老實說》利用納豆立牌或是生活玩家Paul代班主持。
2015年5月25日，《私房話老實說》播出時間改成一個小時。
2015年7月20日，《私房話老實說》改版，會有一段『私房話偷偷說』影片，來賓分成三個階層來討論本日主題。
2015年9月3日，于美人出席新書記者會，無預警接到通知，才知道《私房話老實說》停播且下周最後一次錄影，預計播到9月底。于美人自嘲「這算是新書的祝賀禮物嗎」。超視回應，接下來還會做新節目，朝「知識性、娛樂性及科技」的方向發展。 
2015年9月8日，《私房話老實說》最後一集錄製。
2015年9月30日，《私房話老實說》播出最後一集。
2015年10月1日，《私房話老實說》重播。

## 播出時間

### 首播
| 頻道       | 所在地 | 播映日期                     | 播出時間                 |
| ---------- | ------ | ---------------------------- | ------------------------ |
| 超級電視台 | 臺灣   | 2014年6月16日 （至06月27日） | 每週一至週五 21:00-22:30 |
| 超級電視台 | 臺灣   | 2014年6月30日 （至05月21日） | 每週一至週四 21:00-22:30 |
| 超級電視台 | 臺灣   | 2015年5月25日 （至09月28日） | 每週一至週四 21:00-22:00 |
| 超級電視台 | 臺灣   | 2015年10月5日                | 每週一至週三 21:00-22:00 |

### 重播
| 頻道       | 所在地 | 播映日期      | 播出時間                 |
| ---------- | ------ | ------------- | ------------------------ |
| 超級電視台 | 臺灣   | 2014年6月17日 | 每週二至週六 02:00-03:00 |
| 超級電視台 | 臺灣   | 2014年6月17日 | 每週一至週四 15:00-16:00 |
| 東森戲劇台 | 臺灣   | 2014年6月21日 | 每週六至週日 14:00-15:30 |
| 東森戲劇台 | 臺灣   | 2014年6月22日 | 每週日至週一 02:00-03:30 |

## 每集主題
- 詳情查詢官方網站

| 播出主題：2015年 2014年 |

### 2015 年
| 20 世代 | 家豪、Nico、趙一虎      |
| 30 世代 | 阿布、Jerry、以婕、姜姜 |
| 40 世代 | 以諾、子淯              |

| 20 世代 |
| 30 世代 |
| 40 世代 |

| 20 世代 | 傑米鹿、花花、鼻妹           |
| 30 世代 | 藍白拖、醜臉書、史丹利、杰司 |
| 40 世代 | Tim、吳若權、吳淡如          |

| 星座、塔羅 | 面相、12生肖及姓名學 | 西洋占卜、靈數 | 原住民占卜、36生肖 |
| ---------- | -------------------- | -------------- | ------------------ |
| 王奇       | 謝沅瑾               | 安格斯         | Tiffany            |

| 20 世代 | 無尊、鯰魚哥、小優   |
| 30 世代 | 山豬、依依、李妍憬   |
| 40 世代 | 蜆仔、彭華幹、布蘭妮 |

| 20 世代 | 李宓、艾思莉亞、趙一虎、優衣      |
| 30 世代 | 安可芯、趙芸 、AJoe、胡嘉愛       |
| 40 世代 | 王俐人、加藤理沙 、胡文英、鳥文兄 |

| 20 世代 | 汪采涵、Bobo、孫果果、Iyo |
| 30 世代 | 綠茶、賴振賢、李政益      |
| 40 世代 | 潘若迪、金妮、Paul        |

| 20 世代 | Kim  | 庚羲   | 星樺   |
| 30 世代 | 艾成 | 秀琴   | 卡古   |
| 40 世代 | 金妮 | 胡文英 | Nico媽 |

| 20 世代 | 博焱、雅淳、小予兒、梓梓   |
| 30 世代 | 阿布、杜可薇、沛緹、子璇   |
| 40 世代 | 宋逸民、胡文英、小玉、子淯 |

| 20 世代 | 楊小黎 、薇安 、 孫果果 、 雷亞妃 |
| 30 世代 | 陳立芹、 Melody 、 Mini 、 杜可薇 |
| 40 世代 | 況明潔、 Beryl、胡文英 、 子淯    |

| 20 世代 | 蔡小潔                       | 雷亞妃                       | 孫佳瓏                       |
| 30 世代 | 張立東                       | 圓圓                         | Kim                          |
| 40 世代 | 彭華幹、萁媽、阿金姐、Nico媽 | 彭華幹、萁媽、阿金姐、Nico媽 | 彭華幹、萁媽、阿金姐、Nico媽 |

| 20 世代 | 優衣 | 艾思莉亞 | 蓓蓓   |
| 30 世代 | 子璇 | 小蜜     | 芽芽   |
| 40 世代 | 丁娜 | 子淯     | 胡文英 |

| 20 世代 | 曾子余 | 大根   | 藍妍寧   |
| 30 世代 | 卡古   | 黃鐙輝 | 解婕翎   |
| 40 世代 | 馬力歐 | 唐從聖 | 洪都拉斯 |

| 高個男                 | 高個女           |
| ---------------------- | ---------------- |
| 鯰魚哥、陳德烈、孫國豪 | 海倫清桃、呂欣晏 |

| 夫妻團                       | 見習團      |
| ---------------------------- | ----------- |
| 小亮哥、林姿佑、陳致遠、秀琴 | 逸祥、Terry |

| 藝人                | 藝人                |
| ------------------- | ------------------- |
| 林利霏 來台 １５ 年 | 鄭凱中 來台 １０ 年 |
| 黃靖倫 來台 ７ 年   | 艾成 來台 １４ 年   |
| 番茄 來台 ２ 年     | 雁靈 來台 ５ 年     |

| 誠實 | 緊張猶豫 | 說謊 |

### 2014 年
| 日期                       | 主題                                           | 藝人來賓 (專家粗字) |
| -------------------------- | ---------------------------------------------- | --- |
| 12 月 31 日                | 女人過冬超麻煩，是有沒有那麼誇張？！           | 藍波、哈孝遠、陳致遠、林秀琴、曲艾玲、Mei |
| 12 月 30 日                | 男人，可以不要那麼假會嗎？                     | 宋達民、洪百榕、劉駿耀、陳心、Paul、Mei - 代班主持，汪建民                                                                                                  |
| 12 月 29 日                | 男人不懂，女人睡前怎麼那麼忙？                 | 湯志偉、唐志中、潘若迪、Juby、小甜甜、IVY |
| 12 月 25 日                | 長這副模樣不是我的錯!!變臉人生大成功！         | 沈玉琳、陳為民、楊琪、陳艾琳、黃喬歆、詹惟中 |
| 12 月 24 日 (納豆回來主持) | 外國人看不懂?!台灣過節怎麼那麼麻煩             | 夏克立、海倫清桃、瀨上剛、黃百璐、李愛綺、崔佩儀 |
| 12 月 23 日                | 黑臉白臉怎麼演?!孩子就要這樣教                 | 林姿佑、小亮哥、阿健、楊羽霓、余皓然、宋逸民 - 代班主持，艾力克斯                                                                                           |
| 12 月 22 日                | 寶貝!!你的健忘症讓我快崩潰                     | 潘若迪、KIKI、陳立芹、鄧廣福、小夫、陳櫻文 - 代班主持，艾力克斯                                                                                             |
| 12 月 18 日                | 我話都說得那麼清楚，你怎麼還聽不懂?!           | 哈孝遠、沈玉琳、小村、杜詩梅、李妍瑾、Gigi - 代班主持，艾力克斯                                                                                             |
| 12 月 17 日                | 人生180度大逆轉 超完美人生調整術               | 劉至翰、何豪傑、Julie、何嘉文、徐小可、張艾亞 - 醫美專家：王子杰 - 代班主持，沈玉琳                                                                         |
| 12 月 16 日                | 老公，我在生孩子時你在幹什麼？                 | 甄莉、希德、陳立芹、鄧廣福、李傑聖、張旭嵐 - 代班主持，艾力克斯                                                                                             |
| 12 月 15 日                | 愛情就像耐力賽，為什麼都要我先說?!             | 孫國豪、郭鑫、Ruby、劉至翰、殷琦、黃喬歆 |
| 12 月 11 日                | 我的老婆外遇了？！夫妻與兒子之間的三角關係！   | 王中平、余皓然、韓靖、侯昌明、曾雅蘭、Kenken、阿健、楊羽霓、Peter - 代班主持，艾力克斯                                                                      |
| 12 月 10 日                | 窩邊草，是真愛還是阻礙？                       | 阿布、王瞳、王宇婕、Ruby、班傑、李冠儀 - 代班主持，Paul |
| 12 月 09 日                | 婆婆真的好可怕，中外媳婦大鬥法！！             | 趙婷、陳安儀、熊家婕、IVY、沛小嵐 |
| 12 月 08 日                | 獨生子女的悲與喜？！                           | Paul、潘若迪、楊雨霓、阿健老師、王瑞玲、崔佩儀 |
| 12 月 04 日                | 男人就是欠罵，要管要教才會乖！！               | 陳致遠、林秀琴、唐志中、小咪、蔣偉文、余皓然 - 代班主持，阿布                                                                                               |
| 12 月 03 日                | 女漢子退散！！女人味不是與生俱來               | 張兆志、KID、曾雅蘭、詹子晴、李佑群 - 代班主持，NONO |
| 12 月 02 日                | 老天爺！！這麼天兵也能當媽？!                  | 宋達民、洪百榕、希德、甄莉、Ben、徐小可、潘若迪 |
| 12 月 01 日                | 親愛的！！我不說實話是因為愛你！               | 沈玉琳、芽芽、阿健、楊羽霓、宋達民、洪百榕 |
| 11 月 27 日                | 選擇另一半，是心動決定還是條件勾勾？           | 汪建民、謝忻、Junior、王宇婕、李冠儀、Ann |
| 11 月 26 日                | 女人變河東獅吼，是男人的錯？                   | 歐陽龍、甄莉、希德、依依、Stanley、唐志中、Mei |
| 11 月 25 日                | 20 30 40想法大不同！！過節等於過劫？！         | 汪建民、侯昌明、阿布、JULIE、曾莞婷、張芯瑜 |
| 11 月 24 日                | 黃臉婆注意！！千萬別變成壓倒婚姻的最後一根稻草 | Julie、Ivy、林姿佑、洪都拉斯、沈玉琳、潘若迪 |
| 11 月 20 日                | 見父母沒那麼容易！女人妳準備好了沒？           | 張兆志、廖輝英、安歆澐、賴薇如、班傑、周宜霈 |
| 11 月 19 日                | 我家寶貝是婚姻中的天使還是惡魔？               | 岑永康、蔣偉文、小咪、余皓然、張旭嵐、Kiki |
| 11 月 18 日                | 丈母娘到底是敵人還是朋友？！                   | 侯昌明、王中平、黃鐙輝、雅蘭媽、皓然媽、萁萁媽 |
| 11 月 17 日                | 男人身在心不在，這個家還要你幹嘛？             | 李傑聖、張旭嵐、王彩樺、黃品文、陳致遠、萁萁 |
| 11 月 13 日                | 難道結婚不能簡單點嗎？                         | 黃仲崑、LuLu、NoNo、丁寧、范瑞君、馬如龍 |
| 11 月 12 日                | 從出生就不公平，我可以再投胎一次嗎？           | 王仁甫、朱芯儀、IVY、余皓然、艾力克斯、Eason |
| 11 月 11 日                | 我不是三明治，不要把我夾在中間！               | 林姿佑、小亮哥、黃百璐、孔友瀚、楊皓如 、Michael |
| 11 月 10 日                | 男人你希望我像隻貓又像隻狗？                   | 羅霈穎、Ruby、李妍瑾、哈孝遠、艾力克斯、阿Ben |
| 11 月 06 日                | 男人，你可以把嘴巴閉上嗎？！                   | 陳為民、沈玉琳、Kid、楊琪、李妍瑾、劉雨柔 |
| 11 月 05 日                | 我是和你戀愛還是和父母戀愛？                   | 哈孝遠、賴薇如、詹惟中、何嘉文、布蘭妮、王俐人 |
| 11 月 04 日                | 親愛的不要再控制我！！我不是你的傀儡           | 宋逸民、何妤玟、潘若迪、kiki、甄莉、西德 |
| 11 月 03 日                | 人前人後兩個樣！！男人的品味好難懂             | 沈玉琳、王中平、侯昌明、花花、虞珮儀、曾雅蘭、維尼媽 |
| 10 月 30 日                | 老公，你可以不要再跟小孩一起作亂了嗎？         | 宋達民、洪百榕、李志希、紀佩伶 |
| 10 月 29 日                | 男人你有事嗎？愛面子比愛我多！？               | 甄莉、戴士堯、劉至翰、阿健老師、楊羽霓、李妍瑾 |
| 10 月 28 日                | 王子病 VS 公主病！？婚後愛人變僕人？           | 徐小可、劉駿耀、張旭嵐、李傑聖、楊皓如、Michael |
| 10 月 27 日                | 可以退貨嗎？女人妳變得好難吃！！               | 哈孝遠、陳致遠、Jason、賴薇如、林秀琴、楊琪 |
| 10 月 23 日                | 親愛的，你可以不要再算命了嗎？                 | 姚黛瑋、汪用和、小亮哥、甄莉、梁又南、民雄 |
| 10 月 22 日                | 老公你的代名詞是俗仔！？                       | 宋達民、洪百榕、陳致遠、林秀琴、藍波、陳維齡 |
| 10 月 21 日                | 外國人真的看不懂，台灣女人怎麼這麼累？         | 林姿佑、曾雅蘭、徐小可、熊家婕、虞珮儀 |
| 10 月 20 日                | 大男人與小男人，誰才是真正的女人殺手？         | 羅霈穎、杜詩梅、鐘欣怡、劉雨柔、宋逸民、junior |
| 10 月 16 日                | 男人40只剩一張嘴？女人真的看沒落！             | 沈玉琳、潘若迪、Kiki、羅霈穎、鍾欣凌 |
| 10 月 15 日                | 男人心中的好麻吉，女人眼中打不死的小強？！     | 唐志中、小咪、潘若迪、KiKi、NONO、Mei |
| 10 月 14 日                | 男女同居！？你們準備好了沒？                   | 王思佳、哈孝遠、曾莞婷、苦苓、劉雨柔、史丹利 |
| 10 月 13 日                | 夫妻婚後是更甜蜜還是更淒厲？                   | 林秀琴、何妤玟、 甄莉、 陳致遠、宋達民、BEN |
| 10 月 09 日                | 女人對自己好，男人才會更愛妳？                 | 陳維齡、李愛綺、柯以柔、Ivy、余皓然、楊皓如 |
| 10 月 08 日                | 跟台灣男人約會真的好無聊？！                   | 羅霈穎、王凱蒂、汪建民、張克帆、阿布 |
| 10 月 07 日                | 女人不壞，男人就不愛嗎？                       | 林姿佑、楊羽霓、楊月娥、洪都拉斯、陳致遠、藍波 |
| 10 月 06 日                | 為什麼不能跟我的爸媽一起住？真的有那麼難嗎？   | 林姿佑、楊羽霓、楊月娥、洪都拉斯、陳致遠、藍波 |
| 10 月 02 日                | 愛查勤是女人的天性，但妳想過男人的感受嗎？！   | Julie、Ivy、殷琦 羅霈穎、Mei、王思佳、蔣偉文 |
| 10 月 01 日                | 男人，你真的準備好當老公了嗎？                 | 侯昌明、曾雅蘭、王中平、余皓然、余小魚、佩佩 |
| 09 月 30 日                | 愛情要順利，先搞定另一半的家人！               | 劉駿耀、陳心、沈玉琳、林秀琴、戴士堯、楊皓如 |
| 09 月 29 日                | 你有事嗎？這些令人火大的鬼回覆                 | 汪建民、哈孝遠、大根、朱芯儀、吳怡霈、陳艾琳 |
| 09 月 25 日                | 老公你可以放我一天假嗎？                       | 陳維齡、宋逸民、王婉霏、劉畊宏、維尼爸、維尼媽 |
| 09 月 24 日                | 前女友乾妹妹，她們是女人最痛恨的生物！         | 陳為民、阿布、Paul、王思佳、劉雨柔、陳艾琳 |
| 09 月 23 日                | 女人永遠不該讓男人知道的事 ？！                | 羅霈穎、何嘉文、Apple、顏冰心、楊羽霓、陳喬兒 |
| 09 月 22 日                | 女人30婚不婚，兩人世界究竟是天堂還是地獄 ?！   | 李秀琴、曾雅蘭、何嘉文、斯容、李亮瑾 |
| 09 月 18 日                | 早婚好不好，試了就知道！！                     | 岑永康、沈世朋、Julie、余皓然、熊家婕、李新 |
| 09 月 17 日                | 婚姻走錯沒關係，轉角就會遇到真愛!              | 阿嬌、民雄、JUBY、艾偉 |
| 09 月 16 日                | 台灣男人好奇怪ㄋㄟ～                           | 馬如龍、侯昌明、宋逸民、陳維齡、楊皓如 |
| 09 月 15 日                | 他們把自己逼很緊！！這麼多怪癖有事嗎？         | 羅霈穎、汪建民、范筱梵、王婉霏、劉畊宏 |
| 09 月 11 日                | 男人心放風箏，女人心海底針 我們看不下去了！！  | 許常德、張兆志、史丹利、李妍瑾、朱芯儀、王凱蒂 |
| 09 月 10 日                | 親愛的，你居然愛寵物比愛我還多！？             | 劉駿耀、陳心、郭昱晴、林宣廷 |
| 09 月 09 日                | 女人真的傻傻會惹人愛？                         | 鐘欣怡、林奇葳、張艾亞、NONO、阿布 林奇葳 |
| 09 月 08 日                | 愛情裡的這些小事真的是讓我氣炸了！！！         | 詹惟中、Paul、KiD、嚴立婷、Gigi、李亮瑾 |
| 09 月 04 日                | 神啊幫幫我！就讓我有求必應吧！！               | 王彩樺、汪用和、楊皓如、蔣偉文 |
| 09 月 03 日                | 女人幸福的第一步！！掌握男人的經濟大權         | 王仁甫、潘若迪、藍波 |
| 09 月 02 日                | 當台灣婆婆遇上外國媳婦?!到底誰才是一家之主     | 寶媽、林姿佑、楊皓如 、林秋香 |
| 09 月 01 日                | 你懂不懂什麼叫時尚!!男女品味怎麼差這麼多       | 侯昌明、曾雅蘭、佩佩、余小魚(佩佩老公)、彭華幹、吉凱云 - 林國基(造型師)、許皓宜(行為心理專家)                                                               |
| 08 月 28 日                | 我家不是垃圾場!夫妻怪收藏清運大會!             | 秀琴、陳致遠、余皓然、王中平 - 林家蓁、Amanda |
| 08 月 27 日                | 誰說老娘沒有吸引力                             | 陳為民、戴士堯、朱芯儀、薇琪、可藍 |
| 08 月 26 日                | 男人的說謊技巧真的是爛透了?!                   | 沈玉琳、張克帆、潘嘉麗、王凱蒂、張艾亞 - 許皓宜(兩性心理專家)                                                                                               |
| 08 月 25 日                | 愛情那些小事真的是讓我氣炸了?!                 | 嚴立婷、Gigi、李亮瑾、詹惟中、Paul、Kid |
| 08 月 21 日                | 擒男完勝攻略:沒有我追不到的男人!               | Julie、高山峰、Eason、丁衣凡、Apple、小call - 許皓宜 |
| 08 月 20 日                | 男人你再這樣做，就給我滾出家門去!?!            | 曲艾玲、林姿佑、楊羽霓、NONO、戴士堯 - 許敬 |
| 08 月 19 日                | 誰能比我慘，愛情敗將的自白                     | 吳怡霈、張芯瑜、楊琪、貝童彤 - 許敬 |
| 08 月 18 日                | 人聽到就失心瘋的關鍵字，想不買真的好難?!?!     | 倪雅倫、黃小柔、王俐人、小優 |
| 08 月 14 日                | 每個女人一生中都要跟大叔談一次戀愛!            | 黃仲崑、馮光榮、包小松、張兆志、陳艾琳、陳喬兒、鮪魚 |
| 08 月 13 日                | 演藝圈超級好麻吉!!究竟是愛情還是友情?!         | 王瞳、何豪傑、杜詩梅、大愷、林彥君、哈孝遠 |
| 08 月 12 日                | 兒女竟是我婚姻的第三者?!                       | 李㼈、熊家婕、小饅頭、陳櫻文、小夫、小蒔頭、維尼媽、維尼爸、安哥哥                                                                                          |
| 08 月 11 日                | women不要怕!! 趕走美麗公敵就靠這幾招?!         | 宋新妮、朱芯儀、林可彤、陳喬兒 - 李思儀中醫師 |
| 08 月 07 日                | 你擁有的是夢幻婚禮還是凸槌婚禮                 | 米可白、顏嘉樂、秀琴、圓圓 |
| 08 月 06 日                | 同居是愛情的救藥還是毒藥?                      | 黃鐙輝、PAUL、王思佳、李妍瑾、周宜霈 |
| 08 月 05 日                | 女漢子才是真正的優良好貨！男孩們還不快珍惜！   | 嚴立婷、林又立、詹子晴、陳德烈、阿本 |
| 08 月 04 日                | 先生你哪位?!男人婚前婚後兩個樣                 | 余浩然、洪百榕、宋達民、依依、Stanley |
| 07 月 31 日                | 愛情翻譯機 - 為什麼男人永遠搞不懂？            | 沈玉琳、許常德、郭鑫、劉雨柔、黃喬歆 |
| 07 月 30 日                | 兩代美女大比拚                                 | 任爸、哈孝遠、范馬可、曲家瑞、姚黛瑋、黃沐妍 |
| 07 月 29 日                | 一起旅行，沒離婚算你厲害?!                     | 侯昌明、曾雅蘭、佩佩、余小魚、林龍 |
| 07 月 28 日                | 最佳約會攻略，如何完整擄獲女人心？             | 阿布、逸祥、楊時修、賴薇如、胡安安 |
| 07 月 24 日                | 大人們幫幫忙，別再搞砸孩子的暑假了             | 崔佩儀、貝克宇、曾雅蘭、侯賽蕾、甄莉、Phoebe、黃文華、恆恆                                                                                                  |
| 07 月 23 日                | 整出一片天!!我要讓自己過得更好                 | 李妍瑾、 趙芸、 李宓、 金承熙 、沈玉琳、 張兆志 - 李久恆(整型醫師)                                                                                          |
| 07 月 22 日                | 中外教養pk 我的孩子教錯了嗎?                   | 黃百璐、岳庭、麻衣、禹安 |
| 07 月 17 日                | 男人沒告訴你，女人這些地方也要保養             | 郭鑫、柯以柔、林若亞、海倫清桃、貝童彤 |
| 07 月 16 日                | 告別歐巴桑穿著 2014夏季最夯打扮!!              | 米可白、楊繡惠、秀琴、殷琦、沈玉琳、張立東、冬眠貓、小乖、金老佛爺、沛莉、小佳、fanfan - 林國基、李佑群                                                     |
| 07 月 15 日                | 是有沒有這麼恩愛，揭開放閃夫妻的假面?!         | 余皓然、王中平、徐小可、阿BEN、小咪、唐志中、維尼媽、維尼爸 - 邱永林(兩性心理專家)、 許皓宜(心理專家)                                                       |
| 07 月 14 日                | 惡老闆讓我上不了天堂，每天逼到我抓狂 !         | 沈玉琳、Paul、宋逸民、阿竿 - 何啟聖(人力銀行發言人)、邱靖貽 (律師)                                                                                          |
| 07 月 10 日                | 拜拜肥滋滋！減肥是一輩子的事！                 | 小甜甜、楊小黎、陳艾琳、沈玉琳 |
| 07 月 09 日                | 女人愛買不是病，是天性?！                      | 李冠儀、秀琴、Ivy、詹子晴 - 許皓宜 |
| 07 月 08 日                | 超省錢部落客私房景點報你知!!!                  | Paul、陳櫻文、依依、戴自華 |
| 07 月 07 日                | 完蛋了，我嫁不出去？！等待愛情不如創造愛情？！ | 潘若迪、張克帆、顧又銘、楊繡惠、小CALL、劉伊心 |
| 07 月 03 日                | 女人注意了，女性疾病恐怖醫學!!                 | 朱芯儀、曾雅蘭、小小瑜、夏克立 |
| 07 月 02 日                | 被騙剛好而已 算命師不會告訴你的事！！          | 沈玉琳、余皓然、KID、果凍、詹惟中、湯鎮瑋、鄭嘉琳、聖元、蔡君如、小孟、安格斯                                                                               |
| 07 月 01 日                | 搶救生命第一線之窺探急診室秘辛                 | 羅霈穎、洪百榕、賴芊合、王祚軒 - 王瑞玲(醫藥記者) |
| 06 月 30 日                | 最殘酷舞臺！！演藝圈也有低收入戶               | 沈玉琳、小甜甜、陳嘉行、山豬、黃迪揚、佩遙、陳喬兒、瑪麗亞                                                                                                  |
| 06 月 26 日                | 你的枕邊人是天使還是魔鬼? 是相愛還是相害? !    | 雞排妹、劉薰愛、陳為民 - 苦苓(知名作家)、wendy(兩性專家) |
| 06 月 25 日                | 監獄風雲直擊 !我在苦牢的日子!                  | 蕭淑慎、王瑞德、江中博 - 林文蔚(監獄管理員) |
| 06 月 24 日                | 女人必學，如何看穿男人手機的秘密!              | NONO、黃小柔、阿布、子晴、KID - Tommy( 手機達人) 、許皓宜 (心理專家)                                                                                        |
| 06 月 23 日                | 成名怎麼那麼難 我們不想當窮忙族                | Sun Lady、Twinko、city魅、況明潔、賴薇如、沈玉琳 |
| 06 月 19 日                | 我的交往對象就是繼承者們 富二代生活大揭密!!    | 羅霈穎、孫國豪、PAUL、安晨妤 |
| 06 月 18 日                | 夢幻背後的殘酷真相！！空姐甄環傳               | 羅霈穎、林奇葳、Paul |
| 06 月 17 日                | 給你Hold住全場的馬甲線!                        | 沈玉琳、張兆志、郭鑫、羅霈穎、瑤瑤、小CALL、梁一貞、NIKITA、陳佩佩、鄒寧恩、NANA、語飛、花花 - 趙函穎(減重營養醫師) 、Eddie(健身教練)、章一鳴(醫美整形醫師) |
| 06 月 16 日 (首播)         | 小三的逆襲!!                                   | 羅霈穎、張克帆、Julia、Paul |

## 外部連結
- YouTube上的超視《私房話老實說》最新節目播放列表

## 節目的變遷
| 臺灣 超級電視台 · 星期一至四 晚上21：00 - 22：30 · 星期一至四 晚上21：00 - 22：00 · 星期一至三 晚上21：00 - 22：00                                      | 臺灣 超級電視台 · 星期一至四 晚上21：00 - 22：30 · 星期一至四 晚上21：00 - 22：00 · 星期一至三 晚上21：00 - 22：00 | 臺灣 超級電視台 · 星期一至四 晚上21：00 - 22：30 · 星期一至四 晚上21：00 - 22：00 · 星期一至三 晚上21：00 - 22：00 |
| --- | --- | --- |
| | 私房話老實說 （2014.06.16 - 2015.09.30） 重播（2015.10.01 - 待查）                                                 | |
| 非關命運 (2010.04.24 - 2012.03.20) 女人好犀利 (2012.06.27 - 2013.12.31) 小宇宙33號 （2013.04.01 - 2013.09.27) 五花八門金銀島 （2013.12.16 - 2014.02.21) | 媽媽好神 （2017.9.18 - )                                                                                           | |

1. ↑   2014年6月30日，改成星期一至四，星期五重播
2. ↑  2015年5月25日，起改成 1 個小時節目
3. ↑  2015年10月5日，改成星期一至三 (重播)
4. ↑  2015年10月1日，起重播
5. ↑  播出時段不停地修改，原時段是周一到五，21:00 - 22:00